# Ghost Town (Lied)
Ghost Town ist ein Lied des US-amerikanischen Produzenten, Rappers und Sängers Kanye West aus dem Jahr 2018, welches dieser zusammen mit PartyNextDoor, Kid Cudi und 070 Shake aufnahm. Es wurde auf dem Album ye veröffentlicht und von Kanye West, Mike Dean und Trade Martin geschrieben, sowie von Kanye West selbst produziert. Auf der Tracklist der physischen Ausgabe des Albums ist lediglich PartyNextDoor als Gastsänger angegeben. Im selben Jahr veröffentlichte das Duo Kids See Ghosts, bestehend aus Kanye West und Kid Cudi, eine Fortsetzung des Liedes unter dem Titel Freeee (Ghost Town, Pt. 2) auf ihrem gleichnamigen Album.

## Musik und Text
Bei Ghost Town handelt es sich um einen Bluesrock- und Soul-Titel, der auffälligerweise als einziger Track auf ye keine Hip-Hop-Elemente beinhaltet und bewusst natürlich gehalten ist. Die Komposition setzt vorwiegend auf traditionelle Instrumente, wie etwa Schlagzeug, E-Gitarre und Hammond-Orgel, während elektronische Elemente lediglich sporadisch eingesetzt werden (so kommen am dramaturgischen Höhepunkt etwa einige einzelne Laser-Soundeffekte zum Einsatz). Auf das für alle Interpreten typische Auto-Tune wird verzichtet, unsauber eingesungene Töne wurden in der fertigen Version beibehalten.
Das Lied weist eine unkonventionelle musikalische Struktur auf. Es beginnt mit einem 12-sekündigen, leicht schneller eingespielten Sample des Liedes Someday von Shirley Ann Lee, bevor die eigentliche Begleitmusik des Songs einsetzt und PartyNextDoor ein Intro singt. Es folgt der Einsatz von Kid Cudi, der den Refrain des Liedes Take Me for a Little While von Vanilla Fudge rezitiert, sowie eine gesungene Strophe von Kanye West, die erneut in Kid Cudis Refrain endet. Danach beginnt 070 Shake, ihren 2-minütigen Part zu singen, der den dramaturgischen Höhepunkt des Liedes darstellt. Es beginnen, sehr schwere E-Gitarren-Riffs einzusetzen, die allerdings hin und wieder von minimalistischen Passagen, in denen neben der Stimme nur die Drums oder gar nur Acapella-Gesang zu hören ist, gebrochen werden. Danach endet das Lied.
Inhaltlich dreht sich Ghost Town um das Gefühl, nach langen, schweren Zeiten endlich frei zu sein. Das Lied handelt davon, dass eines Tages alles besser sein wird und die negativen Gefühle ein Ende finden werden. In seiner Strophe singt Kanye West, dass man nicht auf das Schmerzmittel Fentanyl oder andere Drogen setzen sollte, um den (vermutlich seelischen) Schmerz gelindert zu wissen, sondern darauf vertrauen sollte, dass bessere Zeiten vor einem liegen. In der letzten, von 070 Shake gesungenen Passage wird das Gefühl von Freiheit mit Kindheit in Verbindung gebracht. Außerdem gibt es hier einen narrativen Bruch: während zuvor in der Zukunftsform davon gesprochen wurde, dass sich alles erst zum Besseren wenden wird, fühlt sich die Sängerin hier bereits befreit und glücklich.

## Kritiken
Während das Album ye international gemischte Kritiken bekam und von vielen als Enttäuschung wahrgenommen wurde, wurde speziell Ghost Town nahezu einhellig umjubelt. Universelles Lob bekam das von 070 Shake vorgetragene finale Segment. Die US-amerikanische Website Genius.com, sowie das deutsche Musikmagazin laut.de, welches auch dem gesamten Album über positiv eingestellt war, ernannten Ghost Town zum besten Song des Jahres. Auch die News-Seite The Daily Beast führte den Song unter ihren 20 besten Songs aus 2018 auf Platz 7.

## Kommerzieller Erfolg

### Chartplatzierungen
Ghost Town war ein moderater kommerzieller Erfolg, der sich in vielen Ländern in den Charts, allerdings in keinem Land in den Top 10 positionieren konnte. Am Erfolgreichsten war der Titel in dieser Hinsicht in Neuseeland, wo er bis auf Platz 14 klettern konnte. In den USA erreichte der Song Platz 16. In Deutschland konnte sich Ghost Town nicht in den Charts beweisen, in Österreich landete das Lied auf Platz 67 und in der Schweiz auf Platz 73.
| ChartsChartplatzierungen       | Höchstplatzierung | Wochen |
| ------------------------------ | ----------------- | ------ |
| Österreich (Ö3)                | 67 (1 Wo.)        | 1      |
| Schweiz (IFPI)                 | 73 (1 Wo.)        | 1      |
| Vereinigte Staaten (Billboard) | 16 (2 Wo.)        | 2      |
| Vereinigtes Königreich (OCC)   | 17 (3 Wo.)        | 3      |

### Auszeichnungen für Musikverkäufe
| Land/Region                  | Auszeichnungen für Musikverkäufe (Land/Region, Auszeichnung, Verkäufe) | Verkäufe  |
| ---------------------------- | ---------------------------------------------------------------------- | --------- |
| Brasilien (PMB)              | Gold                                                                   | 20.000    |
| Dänemark (IFPI)              | Gold                                                                   | 45.000    |
| Vereinigte Staaten (RIAA)    | 2× Platin                                                              | 2.000.000 |
| Vereinigtes Königreich (BPI) | Gold                                                                   | 400.000   |
| Insgesamt                    | 3× Gold · 2× Platin ·                                                  | 2.465.000 |

Hauptartikel: Kanye West/Auszeichnungen für Musikverkäufe